# Heliangelus
Heliangelus là một chi chim trong họ Chim ruồi.